# Ambasada Kirgistanu w Berlinie
Ambasada Kirgistanu w Berlinie – misja dyplomatyczna Republiki Kirgiskiej w Republice Federalnej Niemiec.
Ambasador Kirgistanu w Berlinie akredytowany jest również w Królestwie Danii, Królestwie Norwegii, Rzeczypospolitej Polskiej, Republice San Marino, przy Stolicy Apostolskiej oraz w Królestwie Szwecji.